# 矍眼蝶亞族
矍眼蝶亞族（學名：Ypthimina）是眼蝶族中的一個亞族。物種廣泛分佈於舊大陸，或甚至新幾內亞。
注意台灣學者稱Ypthima為波眼蝶屬（在中國稱矍眼蝶屬），中國學者亦把Physcaneura同樣命名為波眼蝶屬，因台灣未有記載該屬的名稱而容易混淆。

## 分類
- 明眸眼蝶屬 Argestina
- 遨眼蝶屬 Austroypthima
- 貝眼蝶屬 Boeberia
- 豔眼蝶屬 Callerebia
- 桂眼蝶屬 Cassionympha
- 紋眼蝶屬 Coenyra
- 舞眼蝶屬 Coenyropsis
- 舜眼蝶屬 Loxerebia
- 瑪眼蝶屬 Mashuna
- 密眼蝶屬 Melampias
- 餒眼蝶屬 Neita
- 嫩眼蝶屬 Neocoenyra
- 山眼蝶屬 Paralasa
- 波眼蝶屬 Physcaneura——不是分佈在台灣等地的分類
- 仙眼蝶屬 Pseudonympha
- 綴眼蝶屬 Strabena
- 魆眼蝶屬 Stygionympha
- 矍眼蝶屬 Ypthima——台灣又名波眼蝶屬
- 爍眼蝶屬 Ypthimomorpha